# Villedieu-la-Blouère
Villedieu-la-Blouère ([vilˈdjø la bluˈɛʁ] ) ist ein Ort und ehemalige französische Gemeinde mit 2520 Einwohnern (Stand: 1. Januar 2022) im Département Maine-et-Loire in der Region Pays de la Loire. Sie gehörte zum Arrondissement Cholet. Die Einwohner werden Théopolitains und Théopolitaines genannt.
Der Erlass des Präfekten vom 24. September 2015 legte mit Wirkung zum 15. Dezember 2015 die Eingliederung von Villedieu-la-Blouère als Commune déléguée zusammen mit den früheren Gemeinden Andrezé, Beaupréau, Gesté, Jallais, La Chapelle-du-Genêt, La Jubaudière, Le Pin-en-Mauges, La Poitevinière und Saint-Philbert-en-Mauges zur Commune nouvelle Beaupréau-en-Mauges fest.

## Geografie

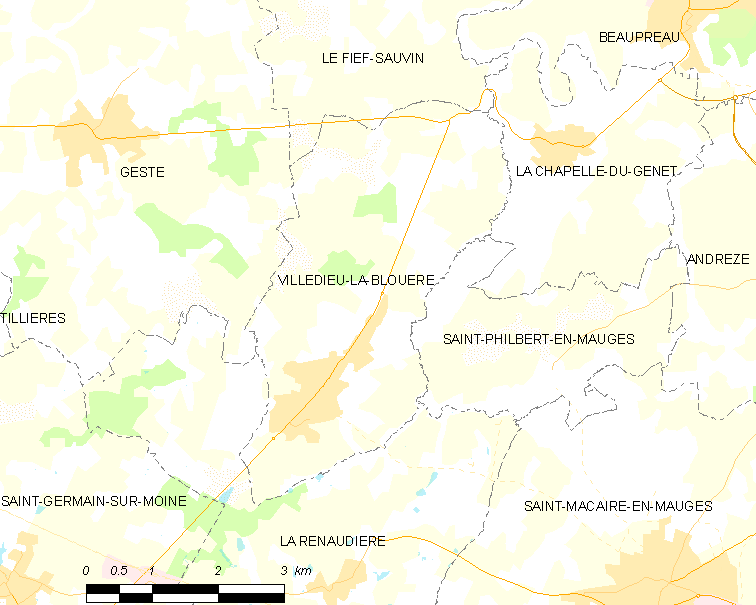
Karte von Villedieu-la-Blouère

Villedieu-la-Blouère liegt etwa 53 Kilometer südwestlich von Angers, etwa 17 Kilometer nordwestlich von Cholet und etwa 38 Kilometer ostsüdöstlich von Nantes in der Région naturelle der Mauges, Teil der historischen Provinz des Anjou.
Aus geologischer Sicht befindet sich das Ortsareal vollständig auf metamorphem Gestein aus dem unteren Silur.
Das Ortsgebiet liegt im Einzugsgebiet der Loire und wird entwässert von den Flüssen Sanguèze und Avresne, vom Ruisseau de la Bondussière, der es im Süden begrenzt, vom Ruisseau de la Paillerie sowie von kleineren Fließgewässern. Es erstreckt sich auf einer Hochebene, die im Norden von der Loire begrenzt wird. Das Bodenrelief ist sanft gewellt mit Höhen bis über 100 m und wird durch die Flusstäler markant eingeschnitten. Das Ortszentrum liegt auf etwa 99 m. Die höchste Erhebung wird mit 109 m westlich des Ortszentrums gemessen, der tiefste Punkt mit 47 m Höhe im Nordwesten beim Austritt der Avresne aus dem Ortsgebiet.
Umgeben wird Villedieu-la-Blouère von zwei Nachbargemeinden und drei Communes déléguées von Beaupréau-en-Mauges:
|                             | Montrevault-sur-Èvre                        | La Chapelle-du-Genêt (Beaupréau-en-Mauges)     |
| Gesté (Beaupréau-en-Mauges) | Kompassrose, die auf Nachbargemeinden zeigt | Saint-Philbert-en-Mauges (Beaupréau-en-Mauges) |
|                             | Sèvremoine                                  |                                                |

## Geschichte
Frühe Formen des Ortsnamens waren:
La paroisse de Villedé en Mauges (1386), La Blouère-et-Villedieu (1668, 17. Jahrhundert), Villedieu-la-Blouère (1797), La Blouère (bis 1800), Villedieu (bis 1920).
Vier Beile aus poliertem Stein bestätigen die Präsenz einer Ansiedlung in der Jungsteinzeit, drei große Bronzemünzen die gallische Besiedelung. Eine Römerstraße von Tiffauges nach Champtoceaux durchquerte das heutige Ortsgebiet von Süd nach Nord, welche in den Karten des 11. Jahrhunderts als Chiminus Montfalconensis bezeichnet wird.
Das Zentrum von Villedieu hat seinen Ursprung, einschließlich seines Namens, in der Komturei des Malteserordens, deren Zeitpunkt der Gründung unbekannt ist. Die Komture wohnten seit dem 15. Jahrhundert selten in Villedieu. Das religiöse Zentrum blieb indes in La Blouère. Die Pfarrgemeinde wurde auch unter diesem Namen geführt. Die Gerbereien bildeten bis zum Ende des 18. Jahrhunderts eine ziemlich bedeutende lokale Industrie. Die Pfarrgemeinde gehörte zum Bistum Angers, zum Dekanat der Mauges und zur Élection von Angers.
Das Priorat in La Brouère gehörte zur Abtei Saint-Jouin-des-Marnes und wurde Anfang des 18. Jahrhunderts mit dem Priorat von Gesté vereinigt. Es hinterließ keine Spuren in den Archiven. Es wird jedoch erwähnt, dass in den Jahren 1569–1579 ein Teil des Besitzes zugunsten der königlichen Schatzkammer verkauft wurde.
Während der Französischen Revolution wurde Villedieu Hauptort der Gemeinde.

## Bevölkerungsentwicklung
| Villedieu-la-Blouère: Einwohnerzahlen von 1793 bis 2020                                                                    | Villedieu-la-Blouère: Einwohnerzahlen von 1793 bis 2020 | Villedieu-la-Blouère: Einwohnerzahlen von 1793 bis 2020 | Villedieu-la-Blouère: Einwohnerzahlen von 1793 bis 2020 | Villedieu-la-Blouère: Einwohnerzahlen von 1793 bis 2020 |
| --- | ------------------------------------------------------- | ------------------------------------------------------- | ------------------------------------------------------- | ------------------------------------------------------- |
| Jahr |                                                         |                                                         |                                                         | Einwohner                                               |
| 1793 | 1793                                                    |                                                         | 1.200                                                   | 1.200                                                   |
| 1800 | 1800                                                    |                                                         | 1.052                                                   | 1.052                                                   |
| 1806 | 1806                                                    |                                                         | 712                                                     | 712                                                     |
| 1821 | 1821                                                    |                                                         | 897                                                     | 897                                                     |
| 1831 | 1831                                                    |                                                         | 909                                                     | 909                                                     |
| 1836 | 1836                                                    |                                                         | 901                                                     | 901                                                     |
| 1841 | 1841                                                    |                                                         | 628                                                     | 628                                                     |
| 1846 | 1846                                                    |                                                         | 983                                                     | 983                                                     |
| 1851 | 1851                                                    |                                                         | 1.125                                                   | 1.125                                                   |
| 1856 | 1856                                                    |                                                         | 1.174                                                   | 1.174                                                   |
| 1861 | 1861                                                    |                                                         | 1.265                                                   | 1.265                                                   |
| 1866 | 1866                                                    |                                                         | 1.266                                                   | 1.266                                                   |
| 1872 | 1872                                                    |                                                         | 1.266                                                   | 1.266                                                   |
| 1876 | 1876                                                    |                                                         | 1.310                                                   | 1.310                                                   |
| 1881 | 1881                                                    |                                                         | 1.311                                                   | 1.311                                                   |
| 1886 | 1886                                                    |                                                         | 1.319                                                   | 1.319                                                   |
| 1891 | 1891                                                    |                                                         | 1.318                                                   | 1.318                                                   |
| 1896 | 1896                                                    |                                                         | 1.301                                                   | 1.301                                                   |
| 1901 | 1901                                                    |                                                         | 1.257                                                   | 1.257                                                   |
| 1906 | 1906                                                    |                                                         | 1.254                                                   | 1.254                                                   |
| 1911 | 1911                                                    |                                                         | 1.287                                                   | 1.287                                                   |
| 1921 | 1921                                                    |                                                         | 1.159                                                   | 1.159                                                   |
| 1926 | 1926                                                    |                                                         | 1.208                                                   | 1.208                                                   |
| 1931 | 1931                                                    |                                                         | 1.180                                                   | 1.180                                                   |
| 1936 | 1936                                                    |                                                         | 1.196                                                   | 1.196                                                   |
| 1946 | 1946                                                    |                                                         | 1.310                                                   | 1.310                                                   |
| 1954 | 1954                                                    |                                                         | 1.482                                                   | 1.482                                                   |
| 1962 | 1962                                                    |                                                         | 1.658                                                   | 1.658                                                   |
| 1968 | 1968                                                    |                                                         | 1.790                                                   | 1.790                                                   |
| 1975 | 1975                                                    |                                                         | 1.922                                                   | 1.922                                                   |
| 1982 | 1982                                                    |                                                         | 2.104                                                   | 2.104                                                   |
| 1990 | 1990                                                    |                                                         | 2.193                                                   | 2.193                                                   |
| 1999 | 1999                                                    |                                                         | 2.102                                                   | 2.102                                                   |
| 2006 | 2006                                                    |                                                         | 2.248                                                   | 2.248                                                   |
| 2013 | 2013                                                    |                                                         | 2.502                                                   | 2.502                                                   |
| 2020 | 2020                                                    |                                                         | 2.506                                                   | 2.506                                                   |
| Quelle(n): EHESS/Cassini bis 1999, INSEE ab 2006 Anmerkung(en): Ab 1962 offizielle Zahlen ohne Einwohner mit Zweitwohnsitz |                                                         |                                                         |                                                         |                                                         |

## Sehenswürdigkeiten
- Kirche Saint-Jean-Baptiste in Villedieu aus dem Jahre 1860
- Kirche Saint-Christophe in La Blouère aus dem Jahre 1860
- Priorat
- Kapelle Saint-Joseph
- Zwei Kreuze aus dem 15. Jahrhundert, eines an einer Wegkreuzung, das andere ein Friedhofskreuz, beide seit 1968 jeweils als Monument historique eingeschrieben

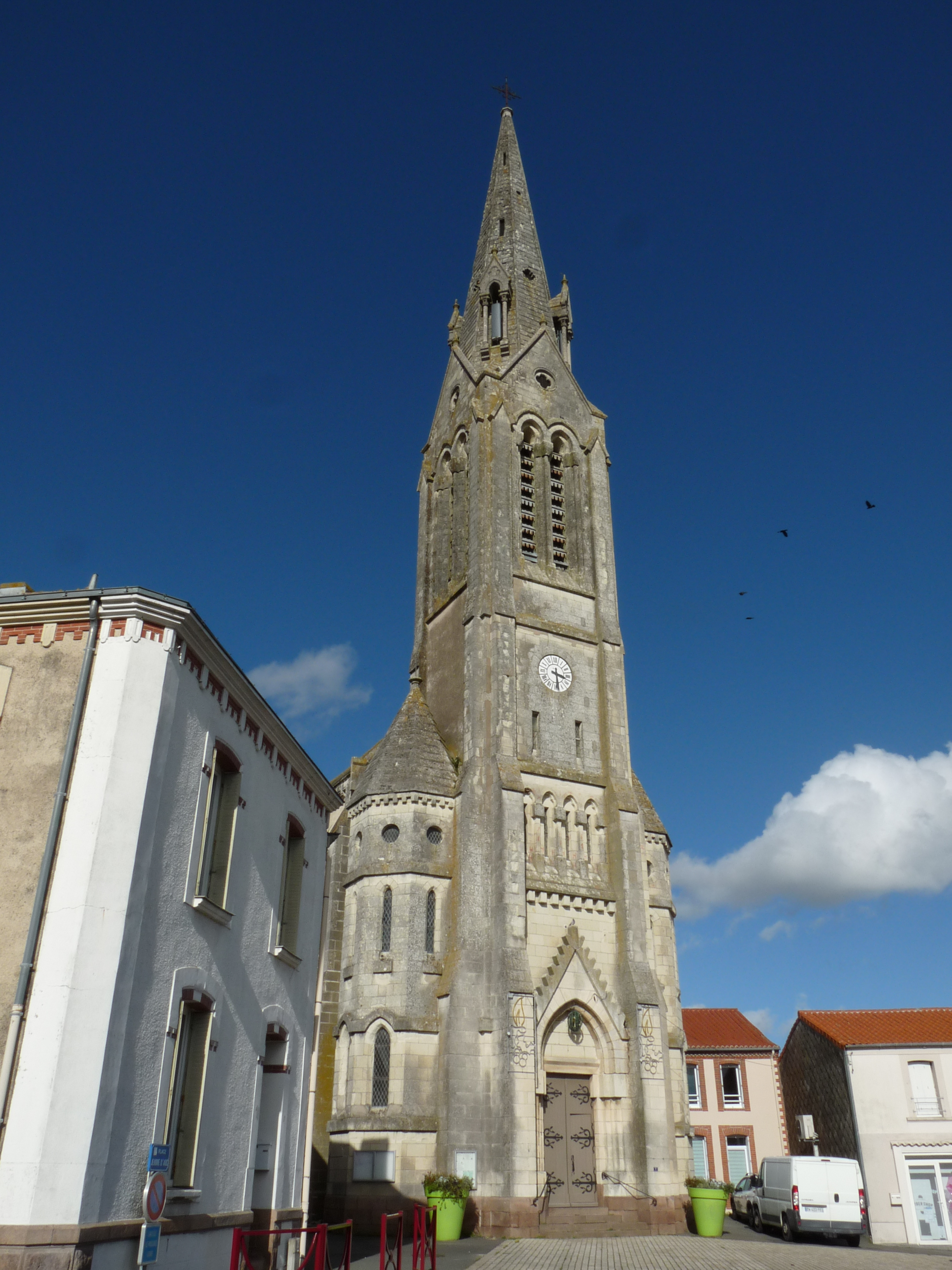
Kirche Saint-Jean-Baptiste
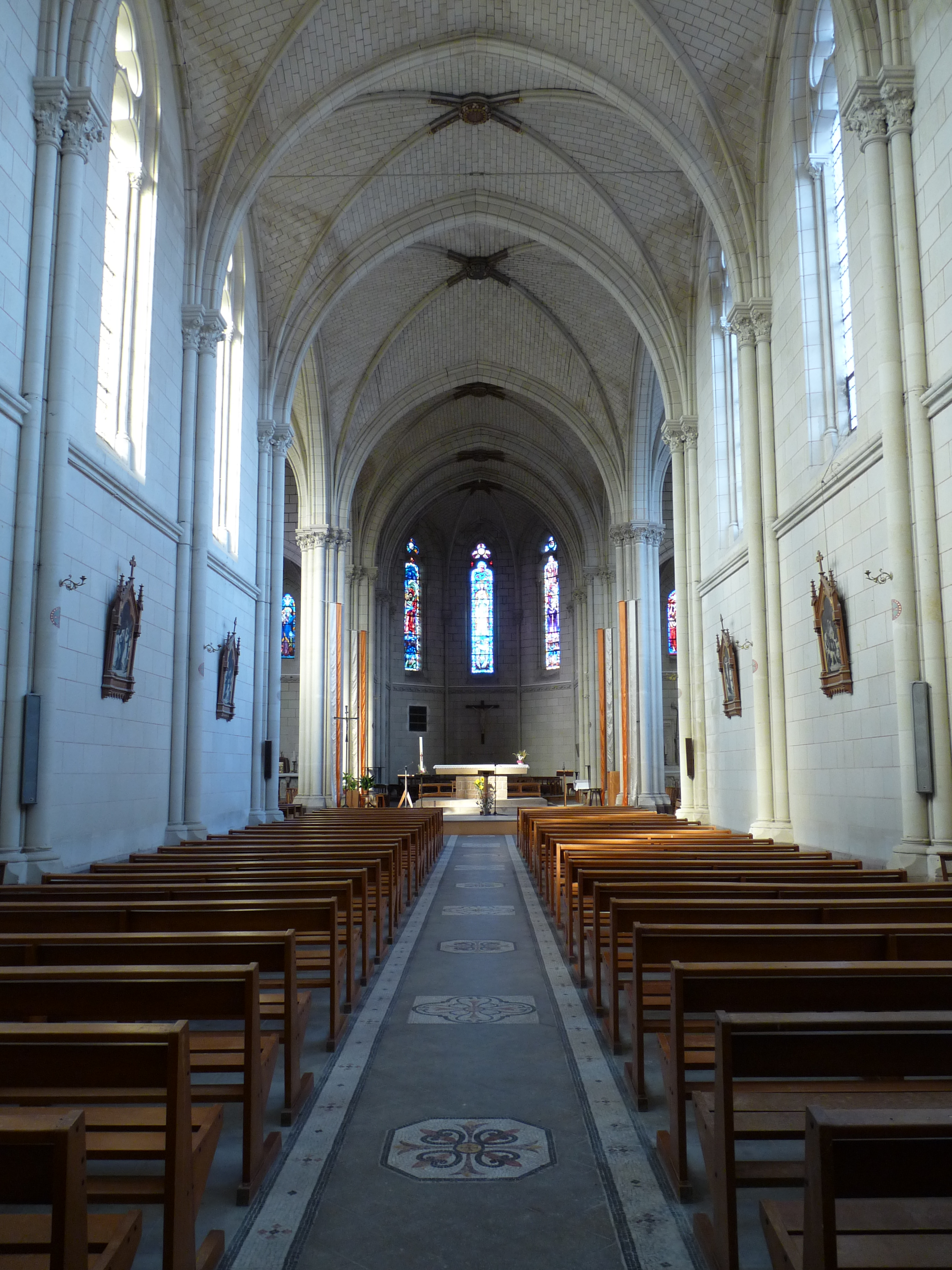
Kirche Saint-Jean-Baptiste – Innenraum
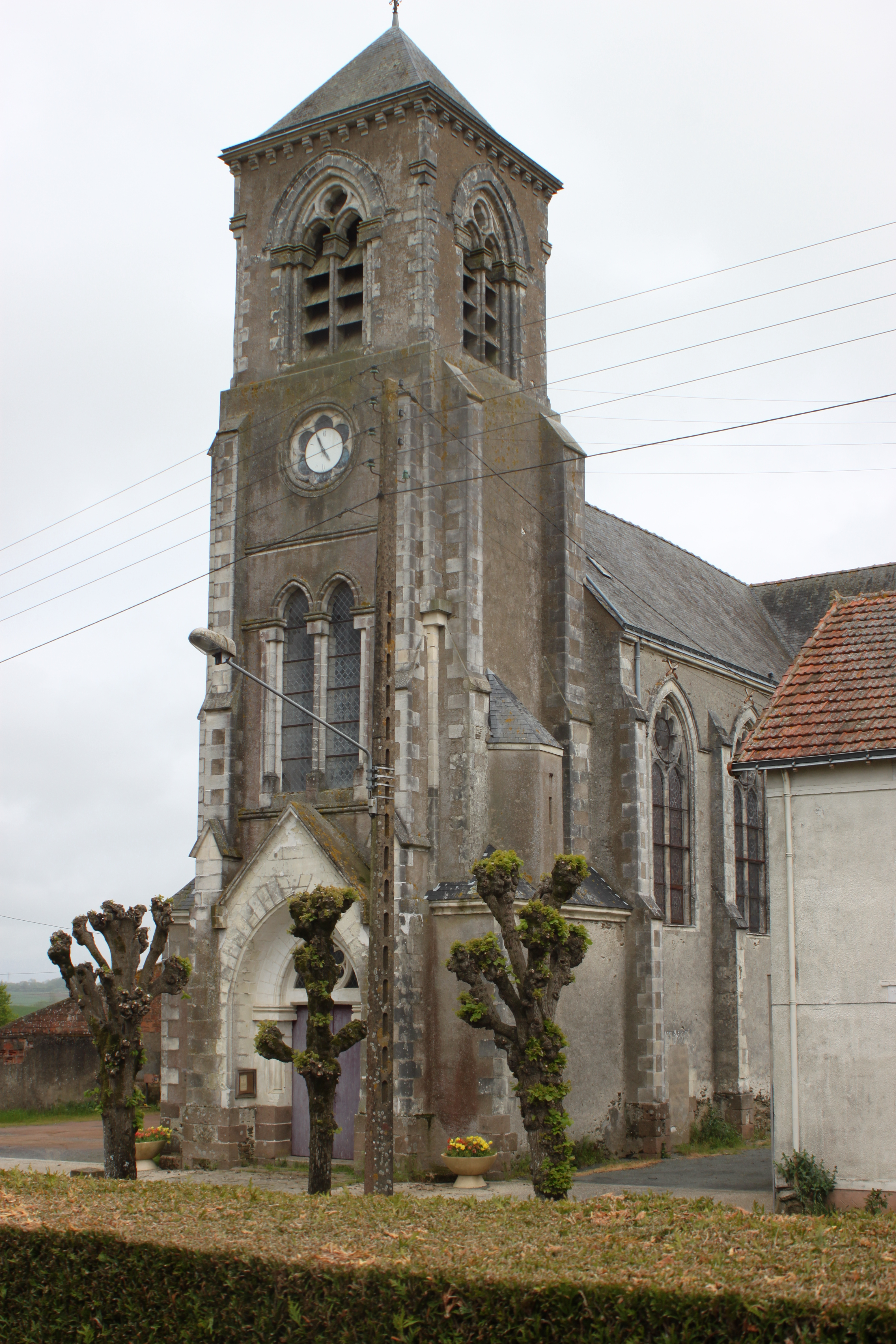
Kirche Saint-Christophe
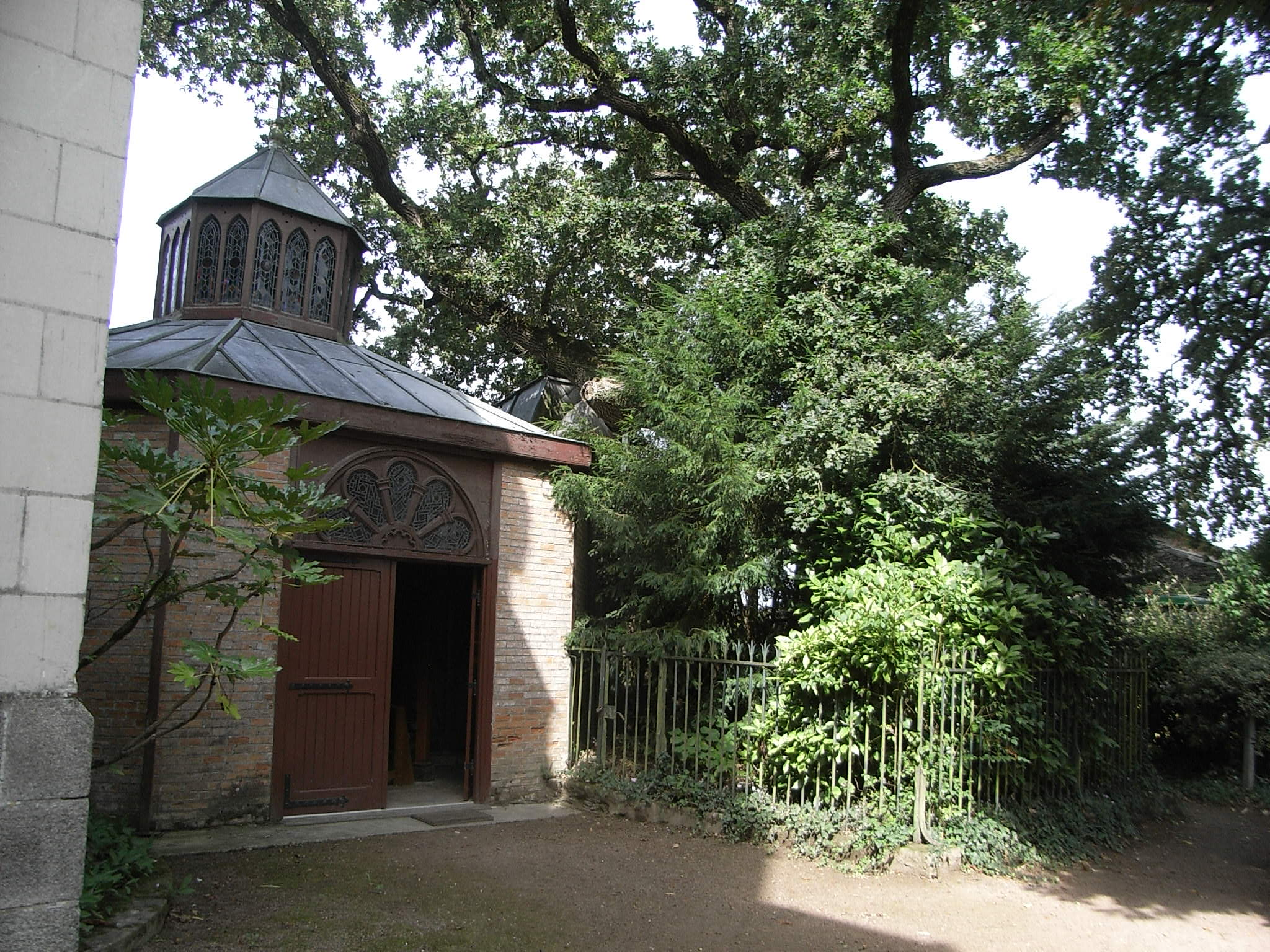
Kapelle Saint-Joseph
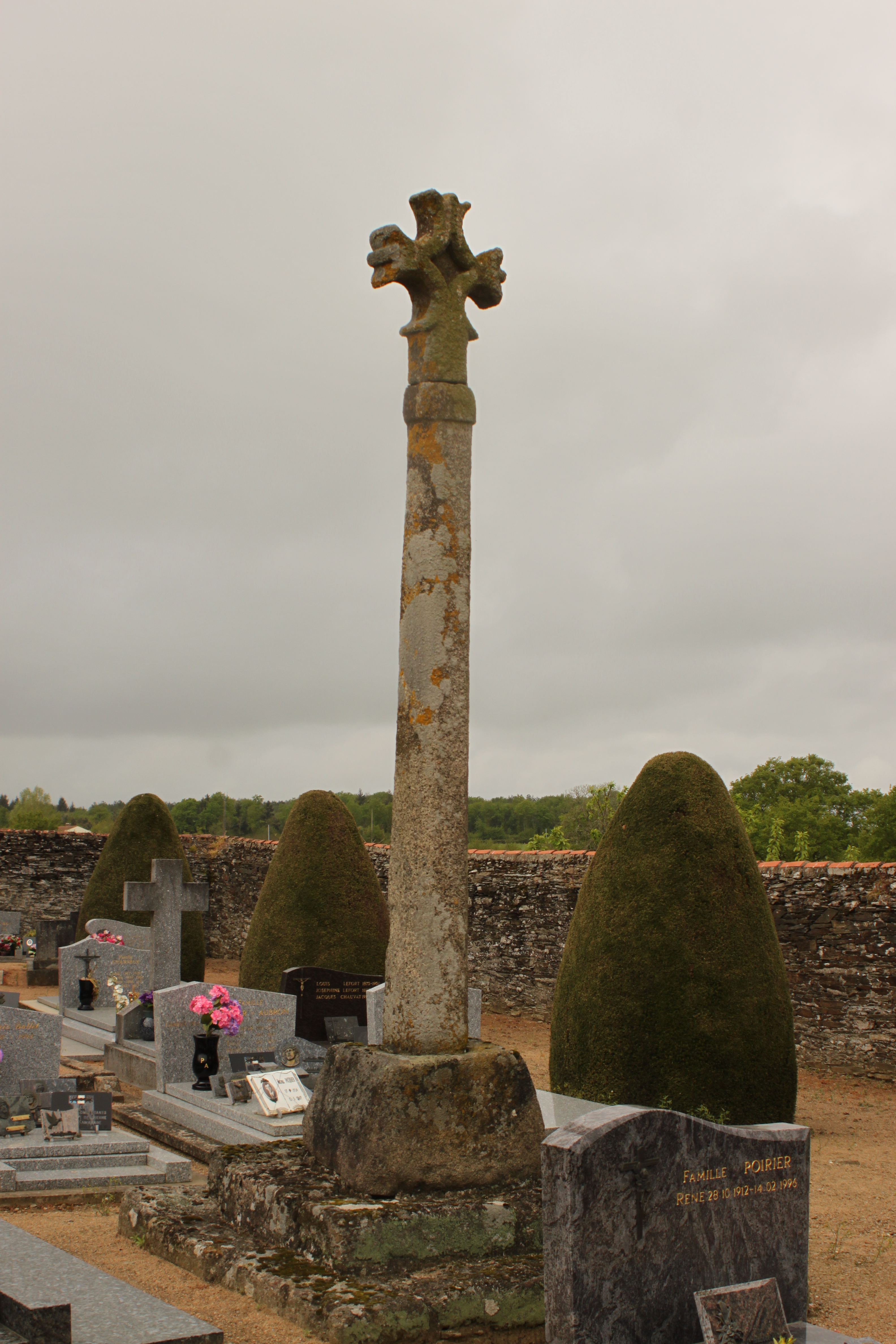
Friedhofskreuz